# Cainotheriidae
Los cainotértidos (Cainotheriidae) son una familia de mamíferos extintos que vivieron desde finales del Eoceno Medio hasta el Mioceno Medio en lo que ahora es Europa.

## Taxonomía
Se conocen los siguientes géneros:
- †Robiacina Sudre, 1969
- † Subfamilia Oxacroninae Hürzeler, 1936
  - †Oxacron Filhol, 1884
  - †Paroxacron Hürzeler, 1936
- † Subfamilia Cainotheriinae Camp & Van der Hoof, 1940
  - †Cainotherium Bravard, 1828
  - †Caenomeryx Hürzeler, 1936
  - †Plesiomeryx Gervais, 1873